# Osiedle Zacisze (Prudnik)
Osiedle Zacisze – część miasta Prudnik, osiedle domów jednorodzinnych.

## Geografia
Osiedle położone jest na południowy zachód od centrum Prudnika. Na zachód od osiedla przepływa rzeka Złoty Potok. Od strony wschodniej ulica Grunwaldzka oddziela osiedle Zacisze od osiedla Tysiąclecia. Ich granica spotyka się dopiero przy ulicy Azaliowej.

### Teren
W skład osiedla Zacisze wchodzą ulice:
- Bartosza Wojciecha Głowackiego
- Dębowa
- Jana Kilińskiego
- Józefa Dwernickiego
- Józefa Sowińskiego
- Księcia Adama Czartoryskiego
- Ludwika Mierosławskiego
- Piotra Wysockiego
- Tadeusza Bora-Komorowskiego
- Walerego Wróblewskiego
- Zwycięstwa
- Zygmunta Sierakowskiego

## Historia
Osiedle Zacisze było zasiedlane w czasach PRL-u. Po 1989 na osiedlu Zacisze zmieniono nazwy niektórych ulic: Róży Luksemburg na Wojciecha Głowackiego, Włodzimierza Lenina na Tadeusza Bora-Komorowskiego, Hanki Sawickiej na Józefa Dwernickiego, Janka Krasickiego na Ludwika Mierosławskiego, Georgi Dymitrowa na Mariana Langiewicza, Rewolucji Październikowej na Zygmunta Sierakowskiego, Marcina Kasprzaka na Józefa Sowińskiego, Karola Marksa na Piotra Wysockiego i 22 Lipca na Ignacego Prądzyńskiego. Nowymi patronami ulic osiedla zostały postacie związane z polskimi powstaniami – od kościuszkowskiego do warszawskiego.

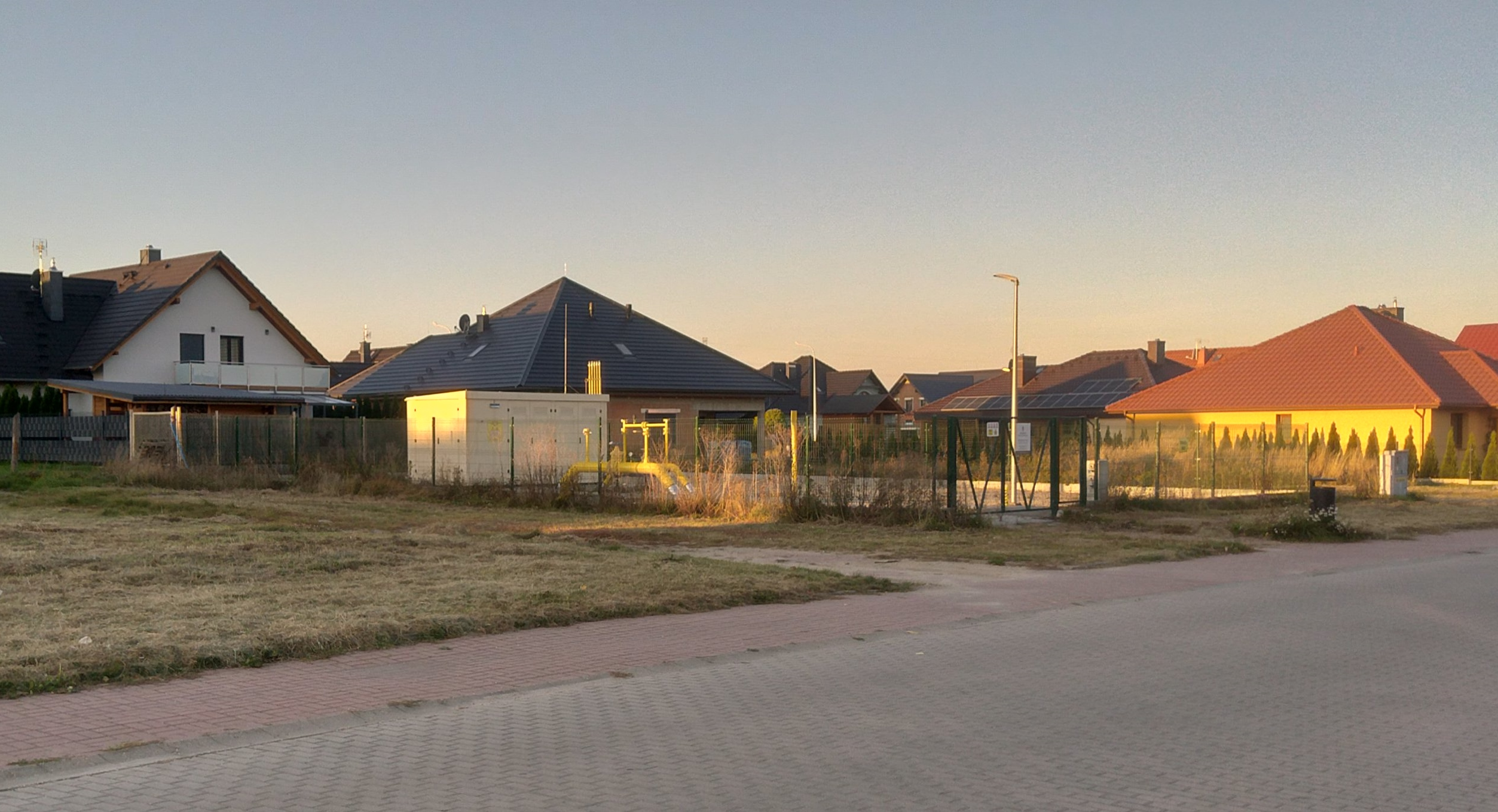
Rozdzielnia gazu przy ul. Bora-Komorowskiego

W 1993 zbudowano rurociąg do osiedla. W sierpniu 1996 jeden z mieszkańców osiedla Zacisze wpuścił do gazociągu powietrze, chcąc przy pomocy sprężarki cofnąć licznik gazu. W ten sposób spowodował sytuację zagrażającą życiu kilkuset mieszkańców osiedla, gdyż przy zapowietrzeniu sieci próba zapalenia piecyka mogła wciągnąć ogień do sieci i spowodować wewnątrz wybuch. Stacja redukcyjna osiedla została wyłączona, a sieć odpowietrzona.
W latach 1998–2002 ulice osiedla otrzymały nową nawierzchnię.
Podczas powodzi we wrześniu 2024 woda z rzeki Złoty Potok zalała na osiedlu rejon basenu i hotelu „Oaza” oraz pobliskie ogrody działkowe. Nie zostały zalane domy mieszkalne.

## Religia
Katolicy z osiedla Zacisze należą do parafii św. Michała Archanioła w Prudniku (dekanat Prudnik).

## Sport

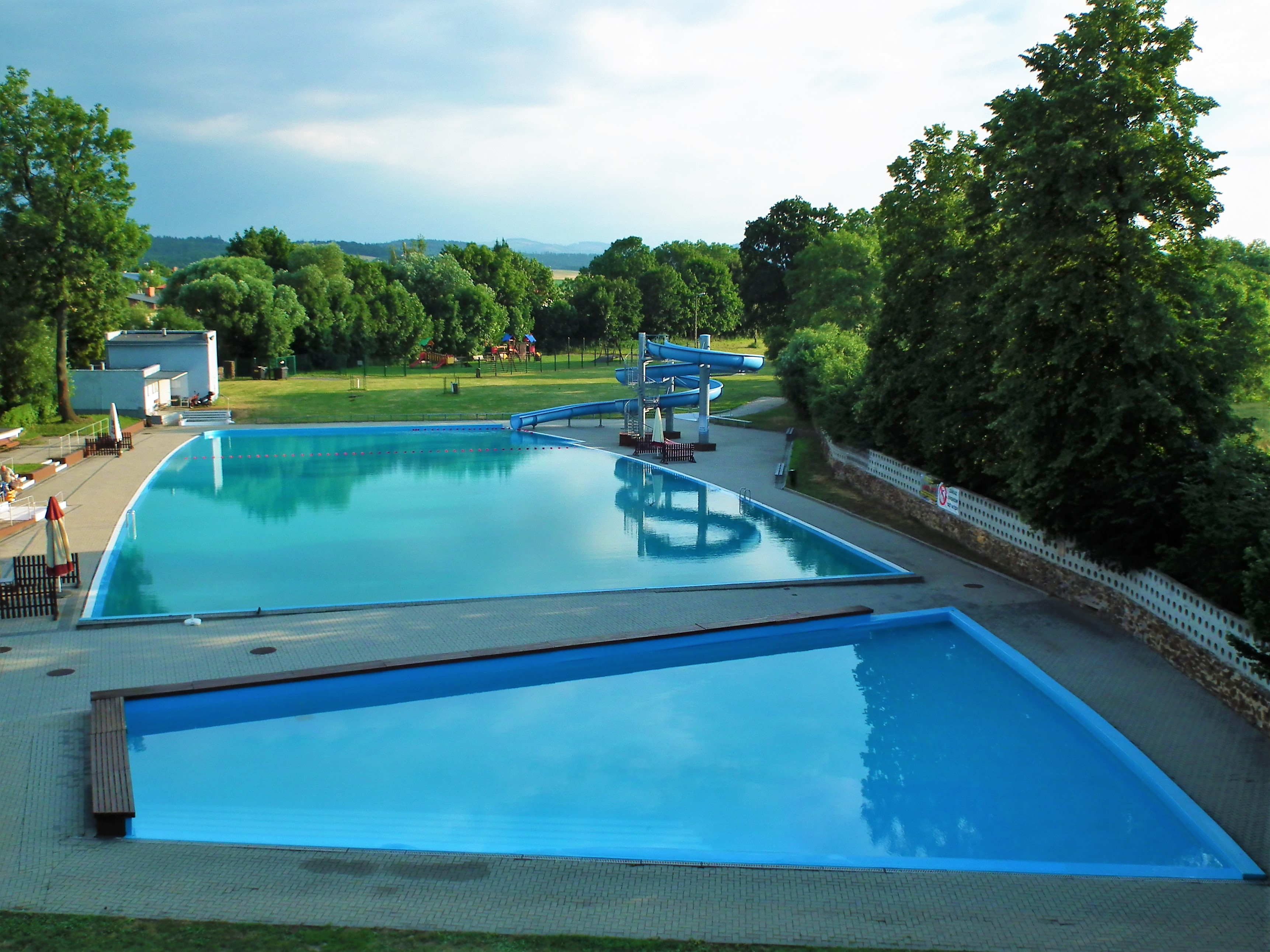
Basen przy ul. Zwycięstwa

Przy ul. Zwycięstwa 1 znajduje się kompleks rekreacyjny odkrytego basenu letniego. W jego skład wchodzą dwa baseny, brodzik dla dzieci oraz zjeżdżalnia wodna. Na terenie kompleksu znajdują się dwa boiska do gry w siatkówkę. Obiekt jest własnością Agencji Sportu i Promocji w Prudniku.

## Turystyka

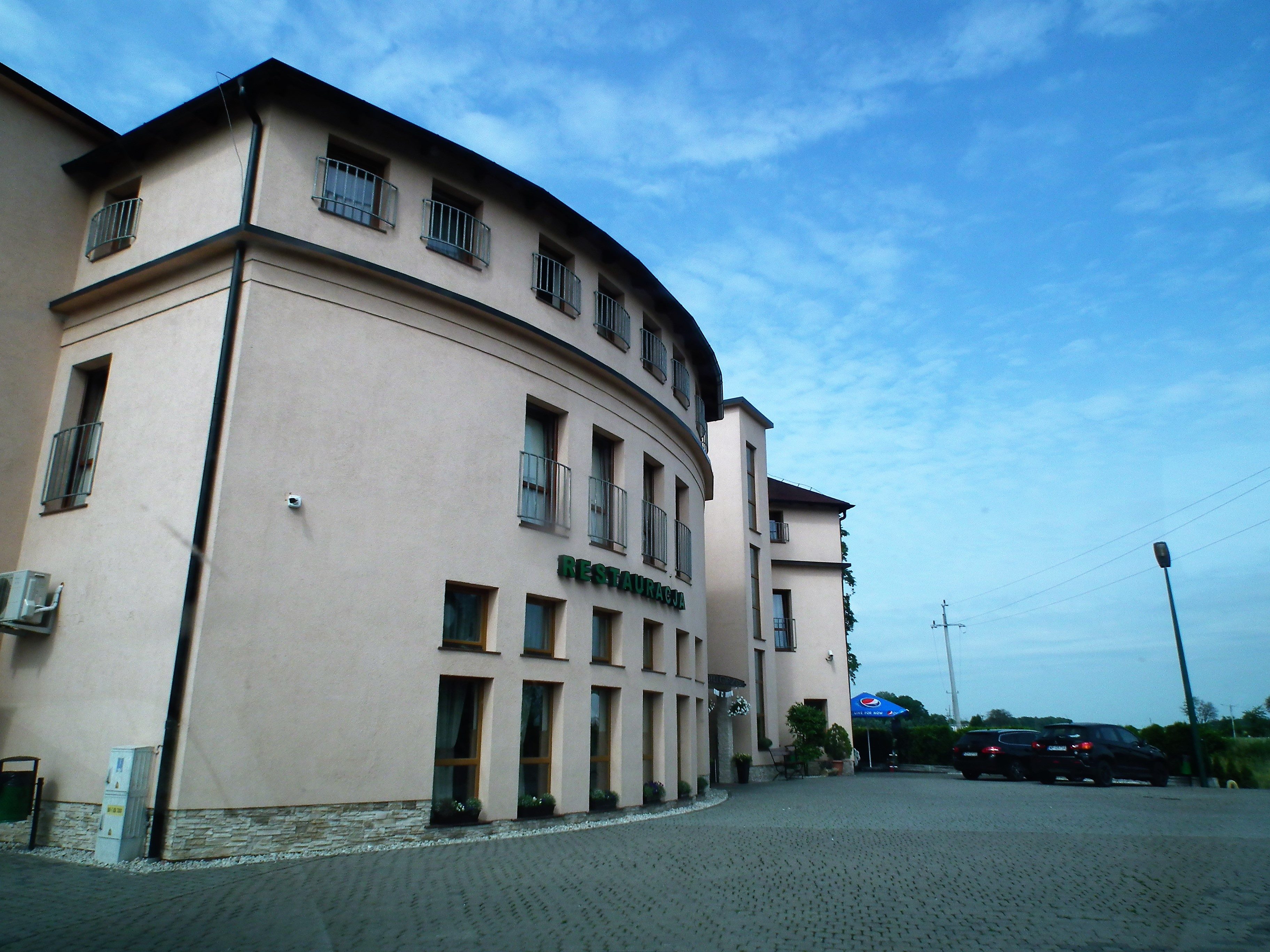
Hotel „Oaza”

25 lipca 2003 otwarto hotel „Oaza” przy ul. Zwycięstwa 2. Obiekt hotelowo-gastronomiczny tworzy całość z pobliskim basenem. Jest to hotel trzygwiazdkowy.